# Polypedilum simantokeleum
Polypedilum simantokeleum är en tvåvingeart som beskrevs av Sasa, Suzuki och Sakai 1998. Polypedilum simantokeleum ingår i släktet Polypedilum och familjen fjädermyggor. Inga underarter finns listade i Catalogue of Life.